# Podział administracyjny Kościoła katolickiego w Burkinie Faso
Podział administracyjny Kościoła katolickiego w Burkinie Faso – w ramach Kościoła katolickiego w Burkinie Faso funkcjonują obecnie trzy metropolie, w których skład wchodzą trzy archidiecezje i dziesięć diecezji. 
Jednostki administracyjne Kościoła katolickiego obrządku łacińskiego w Burkinie Faso:

## Metropolia Bobo-Dioulasso
- Archidiecezja Bobo-Dioulasso
  - Diecezja Banfora
  - Diecezja Dédougou
  - Diecezja Diébougou
  - Diecezja Gaoua
  - Diecezja Nouna

## Metropolia Koupéla
- Archidiecezja Koupéla
  - Diecezja Dori
  - Diecezja Fada N’Gourma
  - Diecezja Kaya
  - Diecezja Tenkodogo

## Metropolia Wagadugu
- Archidiecezja Wagadugu
  - Diecezja Koudougou
  - Diecezja Manga
  - Diecezja Ouahigouya